# Palomas Negras
Palomas Negras (título original en inglés: Black Doves) es una serie de televisión británica de suspense y espías creada por Joe Barton. Los protagonistas principales de la serie son Keira Knightley, Ben Whishaw y Sarah Lancashire y desarrollada por Sister y Noisy Bear para Netflix. Antes de su estreno el 5 de diciembre de 2024, fue renovada para una segunda temporada.
La serie recibió críticas positivas y Knightley fue nominada a mejor actriz en una serie dramática en la 30.ª edición de los premios de la Crítica Cinematográfica de 2025 por su actuación.

## Sinopsis
Helen, esposa del Secretario de Estado de Defensa, se entera de que su identidad secreta como «Paloma Negra» está en peligro después de que su amante fuera asesinado en el submundo de Londres. Sus empleadores, una organización de espías a sueldo que vende secretos industriales, políticos o diplomáticos al mejor postor, envían a Sam, un viejo amigo, para protegerla.

## Elenco

### Principales
- Keira Knightley como Helen Webb
- Ben Whishaw como Sam Young
- Sarah Lancashire como Reed

### Secundarios
- Andrew Buchan como Wallace Webb
- Andrew Koji como Jason Davies
- Omari Douglas como Michael
- Sam Troughton como Stephen Yarrick
- Ella Lily Hyland como Williams
- Isabella Wei como Kai-Ming
- Adam Silver como Arnie
- Nathan Stewart-Jarrett como Zack
- Hannah Khalique-Brown como Maggie
- Thomas Coombes como Phillip
- Lizzie Hopley como Beth
- Agnes O'Casey como Dani
- Molly Chesworth como Marie
- Ken Nwosu como Bill
- Kathryn Hunter como Lenny Lines
- Gabrielle Creevy como Eleanor
- Paapa Essiedu como Elmore Fitch
- Luther Ford como Héctor Newman
- Adeel Akhtar  como el primer ministro Richard Eaves
- Tracey Ullman como Álex Clark
- Finn Bennett como Cole Atwood

## Episodios
| Temporada | Temporada | Episodios | Emisión original       | Emisión original       |
| Temporada | Temporada | Episodios | Inicio                 | Final                  |
| --------- | --------- | --------- | ---------------------- | ---------------------- |
|           | 1         | 6         | 5 de diciembre de 2024 | 5 de diciembre de 2024 |

| N.º | Título                                           | Director     | Guionista  | Primera emisión        |
| --- | ------------------------------------------------ | ------------ | ---------- | ---------------------- |
| 1 | «To Love Then» «Por el amor»                     | Alex Gabassi | Joe Barton | 5 de diciembre de 2024 |
| Helen Webb es una espía encubierta casada con un político. Cuando asesinan a su amante, las Palomas Negras reclutan a un viejo amigo para que la proteja.                    |                                                  |              |            |                        |
| 2 | «A Little Black Dove» «Una pequeña paloma negra» | Alex Gabassi | Joe Barton | 5 de diciembre de 2024 |
| Tras llegar a un callejón sin salida en la búsqueda del asesino de Jason, Helen se ve obligada a luchar por su propia vida. Sam recibe una amenaza de su antigua jefa.       |                                                  |              |            |                        |
| 3 | «The Coming Night» «La noche que viene»          | Alex Gabassi | Joe Barton | 5 de diciembre de 2024 |
| Los recuerdos del pasado atormentan a Sam mientras se prepara para terminar el trabajo que empezó siete años atrás. Wallace se reúne en secreto con un enviado chino.        |                                                  |              |            |                        |
| 4 | «Go Bang Time» «Empieza lo bueno»                | Lisa Gunning | Joe Barton | 5 de diciembre de 2024 |
| Las pesquisas sobre la muerte del embajador llegan a las más altas instancias del poder. Helen se arriesga al visitar a un viejo amigo. Sam se enfrenta a una dura decisión. |                                                  |              |            |                        |
| 5 | «The Cost of It All» «Lo que cuesta todo»        | Lisa Gunning | Joe Barton | 5 de diciembre de 2024 |
| Con el peligro a la zaga, Sam se refugia en el único lugar seguro que conoce. Reed lanza un ultimátum y Helen se acerca un poco más a la verdad.                             |                                                  |              |            |                        |
| 6 | «In the Bleak Midwinte» «En el crudo invierno»   | Lisa Gunning | Joe Barton | 5 de diciembre de 2024 |

## Producción
Netflix anunció el proyecto en abril de 2023. El creador y guionista de la serie, Joe Barton, también produce la serie a través de su productora Noisy Bear, junto con la productora Sister.
El rodaje comenzó en Londres en octubre de 2023. Ese mismo mes, Sarah Lancashire y Ben Whishaw se sumaron al elenco, junto con Andrew Buchan, Omari Douglas, Andrew Koji, Kathryn Hunter, Sam Troughton, Ella Lily Hyland, Adam Silver, Ken Nwosu y Gabrielle Creevy. En marzo de 2024, Adeel Akhtar, Tracey Ullman, Finn Bennett y Luther Ford se unieron al elenco de actores. En agosto de 2024, antes de su estreno, Netflix renovó el programa para una segunda temporada.

## Estreno
La serie se estrenó en Netflix el 5 de diciembre de 2024.

## Recepción

### Críticas
En el agregador de reseñas Rotten Tomatoes, la serie tiene un índice de aprobación del 98 % basado en 41 reseñas, con una calificación promedio de 7,9 sobre 10. El consenso de los críticos del sitio web dice: «Al mezclar múltiples géneros en un thriller de acción verdaderamente único, Black Doves da en el blanco». Por su parte Metacritic, que utiliza un promedio ponderado, le asignó una puntuación de 78 sobre 100 en función de la opinión de 24 críticos, lo que indica críticas «generalmente favorables».
En un artículo publicado en The Guardian, Rebecca Nicholson describió la serie como «alegremente pulposa» y criticó levemente las interpretaciones de Knightley y Whishaw, pero elogió las apariciones especiales de numerosos actores conocidos en papeles secundarios. En Digital Spy, David Opie destacó la representación en pantalla de Sam teniendo sexo gay en el primer episodio, afirmando que la serie «se aventura donde James Bond nunca se atrevería a ir».

### Premios y nominaciones
| Premio                                | Fecha de la ceremonia | Categoría                                         | Nominado        | Resultado | Ref.   |
| ------------------------------------- | --------------------- | ------------------------------------------------- | --------------- | --------- | ------ |
| Premios de la Crítica Cinematográfica | 12 de enero de 2025   | Mejor Actriz en una Serie Dramática               | Keira Knightley | Nominada  | [ 16 ] |
| Premios Globo de Oro                  | 7 de febrero de 2025  | Mejor Actriz en una Serie de Televisión Dramática | Keira Knightley | Nominada  | [ 17 ] |
| GLAAD Media Awards                    | 27 de marzo de 2025   | Mejor serie nueva                                 | Palomas Negras  | Pendiente | [ 18 ] |